# 東禅寺 (名古屋市)
東禅寺（とうぜんじ）は、愛知県名古屋市守山区にある地名。丁番を持たない単独町名である。

## 地理
名古屋市守山区の北東部に位置し、北東部は下志段味、西部は深沢・下志段味、南部は桜坂に接する。

### 河川
- 長戸川：北東部を北流。

## 歴史

### 町名の由来
大字下志段味の字上東禅寺・下東禅寺に由来するとみられる。東禅寺の名称は昔に存在した寺の東禅寺からとられた。

### 沿革
- 2006年（平成18年）11月25日 - 字上東禅寺・下東禅寺の各一部が深沢二丁目となる[4]。
- 2022年（令和4年）11月26日 - 町名・町界整理が行われ、大字下志段味（字上東禅寺・北荒田・小段の全域および字池田・落合・下東禅寺・長戸・濁り池・西島・西の原・深沢・南荒田の各一部）・大字吉根（字日ノ後）の各一部より東禅寺が成立[5]。

## 学区
市立小・中学校に通う場合、学校等は以下の通りとなる。また、公立高等学校に通う場合の学区は以下の通りとなる。なお、小・中学校は学校選択制度を導入しておらず、番毎で各学校に指定されている。
| 小学校         | 中学校       | 高等学校 |
| -------------- | ------------ | -------- |
| 下志段味小学校 | 志段味中学校 | 尾張学区 |

## 施設
- 西の原公園
- 東禅寺公園
- ファッションセンターしまむら守山店

## 交通

### 道路
- 愛知県道15号名古屋多治見線
- 志段味環状線第1号
- 東名高速道路 守山PA・守山スマートIC

### バス
- ゆとりーとライン